# Parobages
Parobages – rodzaj chrząszczy z rodziny kózkowatych i podrodziny zgrzypikowych.

## Zasięg występowania
Przedstawiciele tego rodzaju występują w Azji Południowo-Wschodniej.

## Systematyka
Do Parobages należą 2 gatunki:
- Parobages strandi
- Parobages tiomani